# Список епізодів мультсеріалу «Таємниці Ґравіті Фолз»

На цій сторінці наведений список епізодів мультсеріалу «Таємниці Ґравіті Фолз», створеного Алексом Гіршем для «Disney Channel» та «Disney XD». Випущено два сезони мультсеріалу. Також випущено низку мініепізодів.
Назви епізодів та імена персонажів першого та другого сезонів наведені за українським дубляжем від «Le Doyen»[джерело?].

## Сезони
| Сезон       | Кількість епізодів | Початок сезону | Кінець сезону   |
| ----------- | ------------------ | -------------- | --------------- |
| 1           | 20                 | 15 червня 2012 | 2 серпня 2013   |
| 2           | 20                 | 1 серпня 2014  | 15 лютого 2016  |
| Мініепізоди | 57                 | 12 квітня 2012 | 25 вересня 2020 |

## Перший сезон
| Номер епізоду | Назва і короткий зміст | Дата прем'єри у США |
| ------------- | --- | ------------------- |
| 1             | Турист у пастці (англ. Tourist Trapped) Близнюків Діппера і Мейбл Пайнсів батьки відвезли на літо до містечка Ґравіті Фолз та віддали під опіку дядька Стена, власника магазинчика-музею «Хижка Чудес». Мейбл намагається знайти собі бойфренда, а Діппер помічає дивні випадки навколо. Виконуючи нудні завдання дядька, він випадково знаходить щоденник з описом таємниць Ґравіті Фолз. Із записів у щоденнику Діппер робить висновок, що новий друг Мейбл на ім'я Норман — зомбі. Що далі, то його побоювання отримують все більше підстав.                                                                    | 15 червня 2012      |
| 2             | Легенда про чудовисько (англ. The Legend of the Gobblewonker) Мейбл і Діппер довідалися про конкурс на фото легендарного чудовиська, яке живе в озері біля містечка. Стен бере їх із собою на риболовлю, та крики місцевого божевільного МакГаккета спонукають близнюків знайти чудовисько. Взявши із собою Суса, близнюки вирушають на острів в центрі озера сфоторафувати таємничу істоту. | 29 червня 2012      |
| 3             | Мисливці за головами (англ. Headhunters) Під час прибирання Сус знайшов кімнату, заставлену восковими фігурами. За словами Стена, він покинув їх там через непопулярність виставок фігур. Через неуважність близнюків одна з фігур розтає на сонці і Мейбл обіцяє виготовити нову. Вона робить фігуру Стена, яка так вразила дядька, що він вирішує відновити виставку. Несподівано хтось відрізає фігурі Стена голову і Діппер з сестрою беруться розслідувати хто й з якою метою це скоїв… | 30 червня 2012      |
| 4             | Рука, що гойдає Мейбл (англ. The Hand That Rocks the Mabel) По телевізору показують рекламу хлопчика-екстрасенса Ґідеона. Діппер, Мейбл та Сус, попри заборону Стена, вирушають до шатра Ґідеона перевірити чи дійсно він має надприродні здібності. Ґідеон запрошує Мейбл на побачення, але вона не бажає серйозних стосунків. Тим часом Стен отримує від батька Ґідеона цікаву пропозицію, за яку готовий віддати Мейбл заміж за Ґідеона. Діппер береться допомогти сестрі й вирушає на зустріч з екстрасенсом, що виявляється пасткою.                                                                          | 6 липня 2012        |
| 5             | Соромливість (англ. The Inconveniencing) Діппер закохується у Венді та напрошується на прогулянку з нею та її компанією. Діппер соромиться того, що наймолодший з-поміж усіх, тому видає себе за старшого, ніж насправді. Компанія вирішує пробратися до покинутого супермаркету, де нібито живуть привиди. Мейбл наїдається заборонених цукерок, що спричиняють галюцинації, а Діппер скоро пересвідчується, що привиди не вигадка і до того ж дуже не люблять підлітків. | 13 липня 2012       |
| 6             | Діппер проти мужності (англ. Dipper vs. Manliness) В кафе Діппер, не маючи грошей, вирішує виграти для Венді безплатні оладки на силометрі. Проте цей автомат видає йому найнижчу оцінку «дурненький пупсик». Засмучений Діппер тікає в ліс, де зустрічає могутніх і грубих істот чолотаврів. Він них він бажає навчитися бути сильним чоловіком. Для цього Діпперу слід пройти випробування чолотаврів, в ході якого він розуміє, що вони неправі й справжній чоловік — це не лише той, хто сильний і безстрашний. Тим часом Мейбл намагається поближче познайомити дядька Стена з сусідкою Сьюзан.               | 20 липня 2012       |
| 7             | Двійник Діппера (англ. Double Dipper) Стен влаштовує вечірку та посилає близнюків накопіювати флаєрів. Випадково поклавши на копір руку, Діппер виявляє, що цей пристрій створює копії будь-яких предметів. Постаючи перед дилемою допомагати на вечірці Стену чи піти до Венді, він створює копію себе та посилає двійника підміняти його. Однак двійник має ті ж бажання, що й оригінал. | 10 серпня 2012      |
| 8             | Ірраціональний скарб (англ. Irrational Treasure) В день святкування заснування Ґравіті Фолз Діппер знаходить в щоденнику запис про те, що його засновник Натаніель Нортвест був шахраєм. В пошуках відомостей у цій справі він з Мейбл розшукують поміщеного у величезний арахісовий щербет невідомого президента США, Квентіна Тремблі, котрий і заснував містечко. Близнюки випадково звільняють Квентіна, за яким починають погоню поліцейські, аби лишити таємницю сім'ї Нортвестів невідомою. | 17 серпня 2012      |
| 9             | Порося мандрівника у часі (англ. The Time Traveler's Pig) Стен влаштовує сумнівний ярмарок, на якому Мейбл виграє порося Пухлика. Діппер бажає погуляти з Венді, але через його незграбність вона іде з Роббі. Діппер натикається на мандрівника у часі, в якого краде портативну машину часу і змінює хід подій так, щоб порозважатися з Венді, та все безрезультатно. Мейбл же з її допомогою багато разів повторює день, щоб знову і знову вигравати порося. Коли ж Діпперу все вдається, ці зміни призводять до того, що Мейбл втрачає Пухлика. Близнюки не можуть дійти згоди що важливіше — Венді чи Пухлик. | 24 серпня 2012      |
| 10            | Бойові бійці (англ. Fight Fighters) В залі аркадних автоматів Діппер посварився з Роббі. Згодом Діппер випадково розбиває телефон Роббі і той назначає бійку в парку. Наляканий Діппер ховається в залі автоматів, де знаходить код до гри Fight Fighters, що випускає її персонажа Рамбла в реальність. Він бере нового друга на бійку з Роббі, проте Рамбл збирається не просто перемогти противника, а вбити його. Тим часом Мейбл дізнається, що Стен боїться висоти і береться позбавити його цієї фобії. | 14 вересня 2012     |
| 11            | Маленький Діппер (англ. Little Dipper) Ґідеон роздумує як помститися Пайнсам і планує забрати в них «Хижку Чудес». Діппер міряється із сестрою ростом і виявляється на 1 міліметр нижчим. В пошуках способу вирости він натрапляє на кристали в лісі, що можуть збільшувати і зменшувати будь-яких істот під дією світла. Цим користується Ґідеон і зменшує близнюків, після чого закриває їх в банці. Тепер він шантажує Стена, щоб заволодіти «Хижкою Чудес». | 28 вересня 2012     |
| 12            | Літовін (англ. Summerween) Стен розповідає, що в Ґравіті Фолз так люблять Хеллоуін, що святкують його вдруге влітку. Сус розказує про страховисько, котре їсть дітей, яким бракує духу Літовіну. Коли воно приходить до Діппера, той ображає чудовисько, сприймаючи його за колядника. Воно ставить умову — діти мусять зібрати 500 цукерок, інакше воно з'їсть їх усіх. | 5 жовтня 2012       |
| 13            | Мейбл — бос (англ. Boss Mabel) Мейбл посперечалася зі Стеном хто з них краще розуміється в бізнесі. Стен укладає парі — якщо за три дні Мейбл заробить у «Хижці Чудес» більше, ніж він деінде, то стане босом «Хижки» до кінця літа. Якщо ж ні, їй доведеться носити футболку з написом «невдаха». Дівчинка встановлює нові порядки, що довподоби працівникам, однак прибутки відповідно падають. Діппер вирішує привести з лісу справжнє чудовисько для показу туристам, тоді як Стен опиняється на телешоу, де може виграти 300000 доларів.                                                                      | 15 лютого 2013      |
| 14            | Бездонна яма (англ. Bottomless Pit!) Стен показує яму, все кинуте до якої щезає. Мейбл миттю викидає туди якийсь ящик. Коли і Стен починає викидати речі, яких хоче позбутися, він разом з Діппером, Мейбл і Сусом падає до ями. Падіння виявляється дуже довгим, кожен розповідає цікаві історії в очікуванні завершення падіння… | 1 березня 2013      |
| 15            | Повне дно (англ. The Deep End) В Ґравіті Фолз настала спека, але в цей же день відкрився басейн. Там Мейбл знайомиться з хлопцем Мермандо, який навідріз відмовляється покидати воду. Паралельно Діппер стає помічником рятувальника (Венді), а Стен бореться з Ґідеоном за місце на шезлонзі. | 15 березня 2013     |
| 16            | Килим спотикання (англ. Carpet Diem) В ході прибирання Сус знайшов у «Хижці Чудес» сховану кімнату. Діппер з Мейбл сперечаються хто з них поселиться там. Під час сварки вони дізнаються секрет килима, розстеленого в кімнаті — він обмінює тілами тих, хто на ньому стоїть. Тим часом, як Мейбл пакостить брату, будучи в його тілі, Діппер шукає спосіб повернути все до звичайного стану. | 5 квітня 2013       |
| 17            | Шалені хлопці (англ. Boyz Crazy) Мейбл збирається піти з подругами на концерт улюбленого гурту. Діппер стає свідком того як Роббі мириться з ображеною на нього Венді, заспівавши пісню. Діппер підозрює, що Роббі насправді зачаклував Венді. Тим часом квитки на концерт закінчуються і Мейбл пробирається за куліси, де бачить, що її кумири є клонами, яких жорстоко експлуатують. | 19 квітня 2013      |
| 18            | Порося до початку часів (англ. Land Before Swine) В околицях Ґравіті Фоллз з'явилося літаюче чудовисько. Поки Діппер намагається сфотографувати його, Мейбл залишає своє порося зі Стеном. Той виставляє Пухлика на вулицю, після чого його викрадає чудовисько. В пошуках поросяти Пайнси з Сусом натрапляють у лісі на печеру, де в бурштині вціліли динозаври. | 28 червня 2013      |
| 19            | Стрибуни по сновидіннях (англ. Dreamscaperers) Ґідеон повернувся до планів відібрати «Хижку Чудес». Він безуспішно намагається викрасти акт, який засвідчує власність, але Стен повертає його і ховає в сейфі. Щоб дізнатися код від сейфу Ґідеон за допомогою щоденника № 2 прикликає демона Білла Шифра. Той переносить його у розум Стена, свідками чого стають Мейбл із Сусом. Діппер за допомогою закляття зі щоденника № 3 також переноситься з Мейбл та Сусом в голову дядька, щоб випередити Ґідеона. | 12 липня 2013       |
| 20            | Ґідеон повертається (англ. Gideon Rises) Діпперу наснився кошмар, де Ґідеон таки відібрав «Хижку Чудес», а Пайнси тепер живуть в бабусі Суса. Прокинувшись, він розуміє, що це реальність. Ґідеон починає облаштування «Ґідеон-Ленду», паралельно шукаючи перший щоденник. Стен відправляє близнюків до батьків, але поки не приїхав автобус, вони беруться повернути «Хижку Чудес». Хоч план провалюється, Ґідеон не може дозволити їм покинути містечко, оскільки дізнався, що Діппер володіє останнім щоденником.                                                                                               | 2 серпня 2013       |

## Другий сезон
| Номер епізоду | Назва і короткий зміст | Дата прем'єри у США |
| ------------- | --- | ------------------- |
| 21            | Жахо-оке (англ. Scary-oke) На честь перемоги над Ґідеоном Стен влаштовує святкування в «Хижці Чудес». На прохання небожа Стен повертає взятий в нього щоденник, який попередньо скопіював, щоб активувати портал, схований під «Хижкою Чудес». Скоро прибувають урядові агенти й залишають Діпперу свою візитку на випадок дивних подій. Коли починається вечірка, Діппер викликав агентів аби розповісти їм про щоденник. На підтвердження його важливості хлопчик читає навмання закляття, що викликає зомбі. Вони псують вечірку, але у щоденнику під лампою Діппер бачить приховані слова. В них криється спосіб знищити зомбі. | 1 серпня 2014       |
| 22            | Бункер (англ. Into the Bunker) Діппер пробує запросити Венді на побачення, але наважується лише запропонувати разом пошукати з нею таємниці. З Мейбл і Сусом, а потім і Венді, Діппер знаходить бункер у лісі, куди вони спускаються. З куртки Діппера випадає записка із освідченням в коханні, яку піднімає сестра та задумує поближче познайомити Діппера й Венді, замкнувши їх разом. В цей час у бункері прокидається чудовисько-перевертень, яке Діпперу здається схожим на автора щоденників. | 4 серпня 2014       |
| 23            | Гольфова війна (англ. The Golf War) Стен і Діппер відвозять Мейбл на поле для мінігольфу, щоб розвеселити її, засмучену успіхами Пасифіки. Там же опиняється й Пасифіка і знову перевершує Мейбл, цього разу грою в гольф. Мейбл назначає суперниці нове змагання. В ході тренування до нього дівчинка відкриває існування маленьких істот, які можуть спрямовувати м'ячі в потрібні лунки. | 11 серпня 2014      |
| 24            | Шкарпетко-опера (англ. Sock Opera) Мейбл залицяється до Гейба, котрий ставить лялькові вистави. Щоб добитися його прихильності, вона збирається показати власну виставу, до чого залучає брата. Паралельно Діппер намагається підібрати пароль до забраного з бункера портативного ноутбука. Несподівано з'являється Білл Шифр з пропозицією допомогти в обмін на одну з ляльок. Той після вагань погоджується, однак Білл вселяє Діппера в ляльку, а сам займає його тіло. | 8 вересня 2014      |
| 25            | Сус та справжня дівчина (англ. Soos and the Real Girl) Сус, дізнавшись що його кузен одружується, обіцяє собі знайти дівчину. Але всі спроби завершуються невдачею і він купляє відеогру-симулятор побачень. Дівчина з гри, Гіффані, не відпускає Суса та повсюди переслідує його, вселяючись у техніку. | 22 вересня 2014     |
| 26            | Маленький магазин жахів (англ. Little Gift Shop of Horrors) До «Хижки Чудес» навідався перехожий. Стен розповідає йому три історії: про відьму, що якось вкрала руки Стена, про те як Пухлик став дуже розумним, як справжній учений, і про пластилінових монстрів, з якими йому довелося стикнутися. | 4 жовтня 2014       |
| 27            | Товариство Сліпого Ока (англ. Society of the Blind Eye) В пошуках автора щоденників Діппер знаходить вказівку на МакГакета. З Мейбл, Венді та Сусом він вирушає на звалище, де живе МакГакет. Але той не пам'ятає нічого до 1982 року, згадуючи лише Товариство Сліпого Ока. Разом вони пробираються в музей, де розташована штаб-квартира Товариства. Підслухавши розмову, вони дізнаються, що Товариство стирає жителям Ґравіті Фолз спогади про загадкові випадки і, ймовірно, колись стерло МакГакету. Проте спогади лишаються записаними в спеціальних колбах і Діппер береться розшукати їх МакГакетові. Коли вони знайшли МакГакетові спогади спрацювала сигналізація, тож доводиться боротися з Товариством. | 27 жовтня 2014      |
| 28            | Гра Блендіна (англ. Blendin's Game) Мандрівник у часі Блендін, відбуваючи в своєму часі покарання за спричинені Діппером і Мейбл парадокси, кидає близнюкам виклик на гладіаторській арені. В наш час Діппер з Мейбл дізнаються, що в Суса день народження і готують йому сюрприз. Проте Сус зовсім не радіє святу. Друзі беруть його в розважальний центр, де Діппера з Мейбл Блендін забирає на арену, в нагороду за яку можна здобути «часове бажання». Близнюки знову крадуть машину часу і, відправившись в минуле, дізнаються причину суму Суса — до нього ніколи не приїжджає батько. Тоді вони вирішують вибороти «часове бажання» на арені й допомогти другу. | 10 листопада 2014   |
| 29            | Бог любові (англ. The Love God) Роббі сумує за Венді, але друзі лише насміхаються з нього. Тільки Мейбл береться допомогти йому, влаштовуючи побачення з Тембрі. Зустрівши справжнього Купідона, вона викрадає його любовне зілля аби Тембрі точно закохалася в Роббі. Вони дійсно стають парою, та компанія друзів без них розпадається. Мейбл з братом намагаються повернути все як було. | 26 листопада 2014   |
| 30            | Маєток Нортвестів (англ. Northwest Mansion Mystery) До «Хижки Чудес» несподівано приходить Пасифіка з проханням про допомогу. В її родовому маєтку готується бал, але в цей час настала пора здійснення давнього прокляття і починає бешкетувати привид. Діппер згоджується розібратися з привидом і дізнається за що Нортвестів було проклято. | 16 лютого 2015      |
| 31            | Не той, ким здається (англ. Not What He Seems) Стен зібрав все необхідне для активації порталу під «Хижкою Чудес» і до його ввімкнення лишаються лічені години. Це помічають урядові агенти й арештовують Стена. Намагаючись довести невинність дядька, Діппер з Мейбл відкривають, що той лише видає себе за Стенфорда Пайнса. В цей час Стен шукає спосіб втекти із в'язниці, а в Ґравіті Фолз періодично зникає сила тяжіння. | 9 березня 2015      |
| 32            | Історія двох Стенів (англ. A Tale of Two Stans) Повернений з допомогою порталу брат Стена, що зник 30 років тому, розповідає про свою і Стена молодість. Діппер, Мейбл та Сус дізнаються нащо був потрібний портал і як справжній Стен (Діппер називає його дядько Форд) щез. Тим часом урядові агенти пробираються всередину «Хижки Чудес». | 13 липня 2015       |
| 33            | Темниці, темниці і знову темниці (англ. Dungeons, Dungeons & More Dungeons) Діппер шукає охочих зіграти з ним у настільну гру «Темниці, темниці і знову темниці», але всі відмовляються. Проте виявляється, що Форд також полюбляє цю гру і показує гральні кубики, добутий ним під час подорожей іншими світами за минулі роки. Коли через Стена кубик випадає із коробки, з нього виникає чаклун, котрий викрадає Діппера і Форда. Він ставить умову — Стен і Мейбл повинні обіграти його в «Темниці, темниці і знову темниці», інакше чаклун з'їсть бранців. | 3 серпня 2015       |
| 34            | Стенчжурський кандидат (англ. The Stanchurian Candidate) Мер Ґравіті Фолз помер і дядько Стен вирішує висунути свою кандидатуру на пост нового. Йому протистоїть батько Ґідеона, а сам Стен не вирізняється красномовством. Діппер отримує від Форда краватку з мікросхемами, за допомогою якої вони з Мейбл можуть говорити через дядька. Стен швидко здобуває популярність, та Ґідеон, який досі сидить у в'язниці, магічним чином вселяється в батька аби просунути його в мери Ґравіті Фолз. | 24 серпня 2015      |
| 35            | Останній Мейблоріг (англ. The Last Mabelcorn) Форд розповідає Діпперу з Мейбл про загрозу з боку Білла. Захиститися від його впливу на розум можна за допомогою волосся єдинорога, що живе на галявині в лісі та допомагає тільки найдобрішим людям. Мейбл з подругами вирушає до лісу і знаходить єдинорога. Однак єдиноріг не збирається ділитися волоссям, бо вважає Мейбл недостатньо доброю. Тим часом Діппер пробує інший спосіб — шифрує свій розум машиною Форда. Він дізнається як колись Білл обманув Форда та змусив його побудувати портал у свій світ. | 7 вересня 2015      |
| 36            | Придорожня принада (англ. Roadside Attraction) Дядько Стен вирішив помститися всім конкурентам, які шкодять його бізнесу. Взявши в подорож Орегоном Діппера, Суса, Мейбл і її подруг Ґренду та Кенді він вирушає псувати принади для туристів. Діппер не може забути Венді, тож вирішує за час подорожі познайомитися з якось дівчиною. Він бере номери кількох, та несподівано Кенді проявляє до Діппера інтерес. Врешті решт Стен зупиняється в музеї мумій, де висить дивне оголошення: «Нові мумії щодня»… | 21 вересня 2015     |
| 37            | Діппер і Мейбл проти майбутнього (англ. Dipper and Mabel vs. the Future) Близиться останній день літа, Мейбл планує святкування її та Діппера 13-го дня народження, який припадає саме на той день, однак з різних причин ніхто не може прийти. Тим часом Форд бере Діппера за місто, щоб знайти спосіб закрити розрив між вимірами, який може привести інших істот зі світу Білла. Вони дізнаються, що біля Ґравіті Фолз лежить розбитий корабель іншопланетян і випадково активовують систему безпеки. | 12 жовтня 2015      |
| 38            | Дивногеддон. Частина 1 (англ. Weirdmageddon. Part 1) Скориставшись почуттями Мейбл, Білл досяг бажаного — відкрив прохід у свій світ та почав Дивногеддон — перетворення нашого світу на подобу власного. Всі спроби протидіяти Біллу й іншим демонам зазнають невдачі і навіть Форд програє битву з ними. Діппер втрачає довірені йому щоденники, але не здається і йде шукати друзів та сестру, яку Білл захопив для своїх планів. Тим часом Ґідеон тікає з в'язниці і також вирушає на пошуки Мейбл, очоливши банду. | 26 жовтня 2015      |
| 39            | Дивногеддон 2: Втеча з реальності (англ. Weirdmageddon 2: Escape from Reality) Білл відправляє своїх демонів поширити хаос по всьому світу, але з подивом виявляє, що Ґравіті Фолз оточене непробивним бар'єром, за межами якого світ лишається в нормі. Тим часом Діппер, Венді й Сус проходять всредину сфери, де схована Мейбл, і виявляють яскравий світ її фантазій. Венді з Сусом піддаються спокусі отримати все, чого захочуть, і тільки Діппер пам'ятає про свій обов'язок. Його викликають на суд, де хлопчик повинен довести, що реальність краща за фантазію. | 23 листопада 2015   |
| 40            | Дивногеддон 3: Повернемо собі місто (англ. Weirdmageddon 3: Take Back the Falls) Всі вцілілі персонажі збираються в «Хижці Чудес», де розробляють план як дістатися до Білла та викраденого ним Форда. Білл спокушає Форда обіцянками створити світ, де можливо все, якщо той впустить його у свій розум і відкриє секрет як зняти бар'єр з Ґравіті Фолз. Завдяки спільній праці герої дістаються до демона, де дізнаються своє велике призначення, яке однак опиняється під загрозою через заздрість Стена до брата. Тільки коли визначений давнім пророцтвом план провалюється, брати миряться. Стен і Форд перевдягаються один в одного, щоб дати можливість Біллу зайти у розум перевдягненного у Форда Стена. Після цього перевдягенний у Стена Форд стирає пам'ять брату, щоб знищити Білла. Згодом до Стена повертається пам'ять завдяки альбому Мейбл, у якому є всі спогади про літо. Мейбл і Діперру вже час повертатися додому, бо літо завершується. В автобусі Діппер відкриває конверт, у якому написано «Побачимось наступного літа». | 15 лютого 2016      |

## Мініепізоди
| Номер сезону | Серія | Кількість епізодів | Показ             | Показ             |
| Номер сезону | Серія | Кількість епізодів | Перший            | Останній          |
| ------------ | --- | ------------------ | ----------------- | ----------------- |
| 1            | Істота в шафі (англ. Creature in the Closet)                                                               | 1                  | 17 квітня 2012    | 17 квітня 2012    |
| 2            | Путівник Діппера по таємницях (англ. Dipper's Guide to the Unexplained)                                    | 6                  | 14 жовтня 2013    | 18 жовтня 2013    |
| 3            | Путівник Мейбл по життю (англ. Mabel's Guide to Life)                                                      | 5                  | 3 лютого 2014     | 7 лютого 2014     |
| 4            | Відремонтуй це з Сусом (англ. Fixin' It with Soos)                                                         | 2                  | 21 квітня 2014    | 22 квітня 2014    |
| 5            | Власне телебачення Ґравіті Фолз (англ. Gravity Falls Public-access TV)                                     | 2                  | 23 квітня 2014    | 24 квітня 2014    |
| 6            | Альбом Мейбл (англ. Mabel's Scrapbook)                                                                     | 2                  | 2 червня 2014     | 2 червня 2014     |
| 7            | Моторошні листи від малого Ґідеона (англ. Creepy Letters from Lil' Gideon)                                 | 5                  | 7 листопада 2014  | 2 грудня 2014     |
| 8            | Куточок змови старого МакГакета (англ. Old Man McGucket's Conspiracy Corner)                               | 10                 | 19 квітня 2015    | 19 квітня 2015    |
| 9            | Загублені інтерв'ю дядька Стена з «Хижки Чудес» (англ. Grunkle Stan's Lost Mystery Shack Interviews)       | 13                 | 28 червня 2015    | 12 липня 2015     |
| 10           | Підготовка до апокаліпсису (англ. 'Pocalypse Preppin')                                                     | 8                  | 21 жовтня 2015    | 16 листопада 2015 |
| 11           | Хижка Чудес: Купуйте вдома разом із містером Загадкою (англ. Mystery Shack: Shop at Home with Mr. Mystery) | 8                  | 16 листопада 2015 | 22 листопада 2015 |
| 12           | Стен-фікшн Суса (англ. Soos' Stan Fiction)                                                                 | 5                  | 17 лютого 2017    | 17 лютого 2017    |
| 13           | Ґравіті Фолз та Line Rider (англ. Gravity Falls x Line Rider)                                              | 1                  | 11 вересня 2020   | 11 вересня 2020   |
| 13           | Пародія на «Call Me Maybe» (англ. Call Me Maybe Parody)                                                    | 1                  | 25 вересня 2020   | 25 вересня 2020   |

### Путівник Діппера по таємницях (2013)
| Номер епізоду | Назва і короткий зміст | Дата прем'єри в США |
| ------------- | --- | ------------------- |
| 1             | Цукерковий монстр (англ. Candy Monster) Діппер і Мейбл мають бути в повній бойовій готовності, щоб протистояти містичній істоті, коли вона вривається в «Хижку Чудес» і краде їхні цукерки з Літовіна. | 14 жовтня 2013      |
| 2             | Тату дядька Стена (англ. Stan's Tatoo) Діппер складає план для того, щоб дізнатися таємницю про тату Стена.                                                                                            | 14 жовтня 2013      |
| 3             | Поштова скринька (англ. Mailbox) Діппер і Сус знаходять поштову скриньку посеред лісу і намагаються дізнатися, хто (чи що) ж забирає листи з неї.                                                      | 15 жовтня 2013      |
| 4             | Шульга (англ. Lefty) Діппер помічає, що звичайний на перший погляд житель Ґравіті Фолз завжди повернений до всіх лівим боком. Діппер вирішує з'ясувати в чому справа.                                  | 16 жовтня 2013      |
| 5             | Зуб (англ. Tooth) Діппер і Мейбл знаходять величезний зуб на березі моря, і відправляються на човні вглиб озера, щоб дізнатися, звідки він узявся.                                                     | 17 жовтня 2013      |
| 6             | Хтось позаду (англ. The Hide-Behind) Почувши місцеву лісорубську легенду, Діппер починає пошуки загадкової істоти, про яку всі чули, але ніколи не бачили.                                             | 18 жовтня 2013      |

### Путівник Мейбл по життю (2014)
| Номер епізоду | Назва і короткий зміст | Дата прем'єри в США |
| ------------- | --- | ------------------- |
| 1             | Путівник Мейбл по побаченнях (англ. Mabel's Guide to Dating) Мейбл ділиться своїм досвідом побачень і проводить тести з побачень з трьома холостяками Ґравіті Фолз — Дядьком Стеном, Діппером і Сусом. | 3 лютого 2014       |
| 2             | Путівник Мейбл по наліпках (англ. Mabel's Guide to Stickers) Мейбл розповідає «справжню» історію наліпок, розказує про їхні різні види та використання.                                                | 4 лютого 2014       |
| 3             | Путівник Мейбл по моді (англ. Mabel's Guide to Fashion) Мейбл розкриває світу свої секрети моди, включаючи так зване ПЕРЕТВОРЕННЯ!                                                                     | 5 лютого 2014       |
| 4             | Путівник Мейбл по кольорах (англ. Mabel's Guide to Colors) Мейбл проводить опитування про улюблені кольори і піднімає тривогу, коли дізнається, що дядько Стен ніколи не бачив веселки.                | 6 лютого 2014       |
| 5             | Путівник Мейбл по мистецтву (англ. Mabel's Guide to Art) Мейбл вважає, що її дар до мистецтва піднявся до найвищого рівня і призвів до відкриття власного виду мистецтва — «Котикатури».               | 7 лютого 2014       |

### Відремонтуй це з Сусом (2014)
| Номер епізоду | Назва і короткий зміст | Дата прем'єри в США |
| ------------- | --- | ------------------- |
| 1             | Відремонтуй це з Сусом: Гольф-мобіль (англ. Fixin' It with Soos: Golf Cart) Сус ремонтує гольф-мобіль, щоб Діппер і Венді могли здійснити трюк.           | 21 квітня 2014      |
| 2             | Відремонтуй це з Сусом: Годинник із зозулею (англ. Fixin' It with Soos: Cuckoo Clock) Сус ремонтує зозулиний годинник і надає йому ультракрутого вигляду. | 22 квітня 2014      |

### Власне телебачення Ґравіті Фолз (2014)
| Номер епізоду | Назва і короткий зміст | Дата прем'єри в США |
| ------------- | --- | ------------------- |
| 1             | Власне телебачення Ґравіті Фолз. Випуск № 1 (англ. TV Shorts 1) Мейбл дивиться рекламу «Хижки Чудес», програму Суса та як Ґідеон живе у в'язниці.     | 23 квітня 2014      |
| 2             | Власне телебачення Ґравіті Фолз. Випуск № 2 (англ. TV Shorts 2) Дядько Стен дивиться програму «Що ви таке коїте?» та серіали «Підлітки» і «Качтектив» | 24 квітня 2014      |

### Альбом Мейбл (2014)
| Номер епізоду | Назва і короткий зміст | Дата прем'єри в США |
| ------------- | --- | ------------------- |
| 1             | Альбом Мейбл: Проникнення до Кінозалу (англ. Mabel's Scrapbook: Heist Movie) Мейбл згадує, як Пайнси та Сус склали план, щоб пробратися у кінотеатр. | 2 червня 2014       |
| 2             | Альбом Мейбл: Ферма (англ. Mabel's Scrapbook: Petting Zoo) Мейбл згадує, як вона з сім'єю і Сусом відвідали зоопарк.                                 | 2 червня 2014       |